# Vantroky

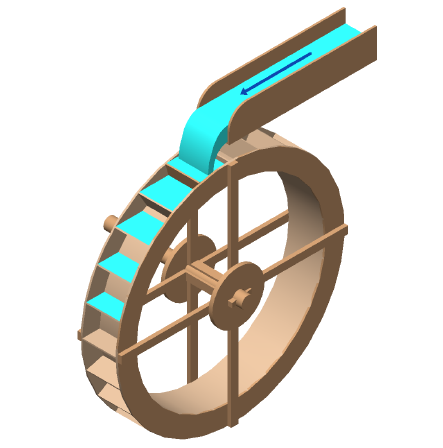
Vodní kolo s vantroky

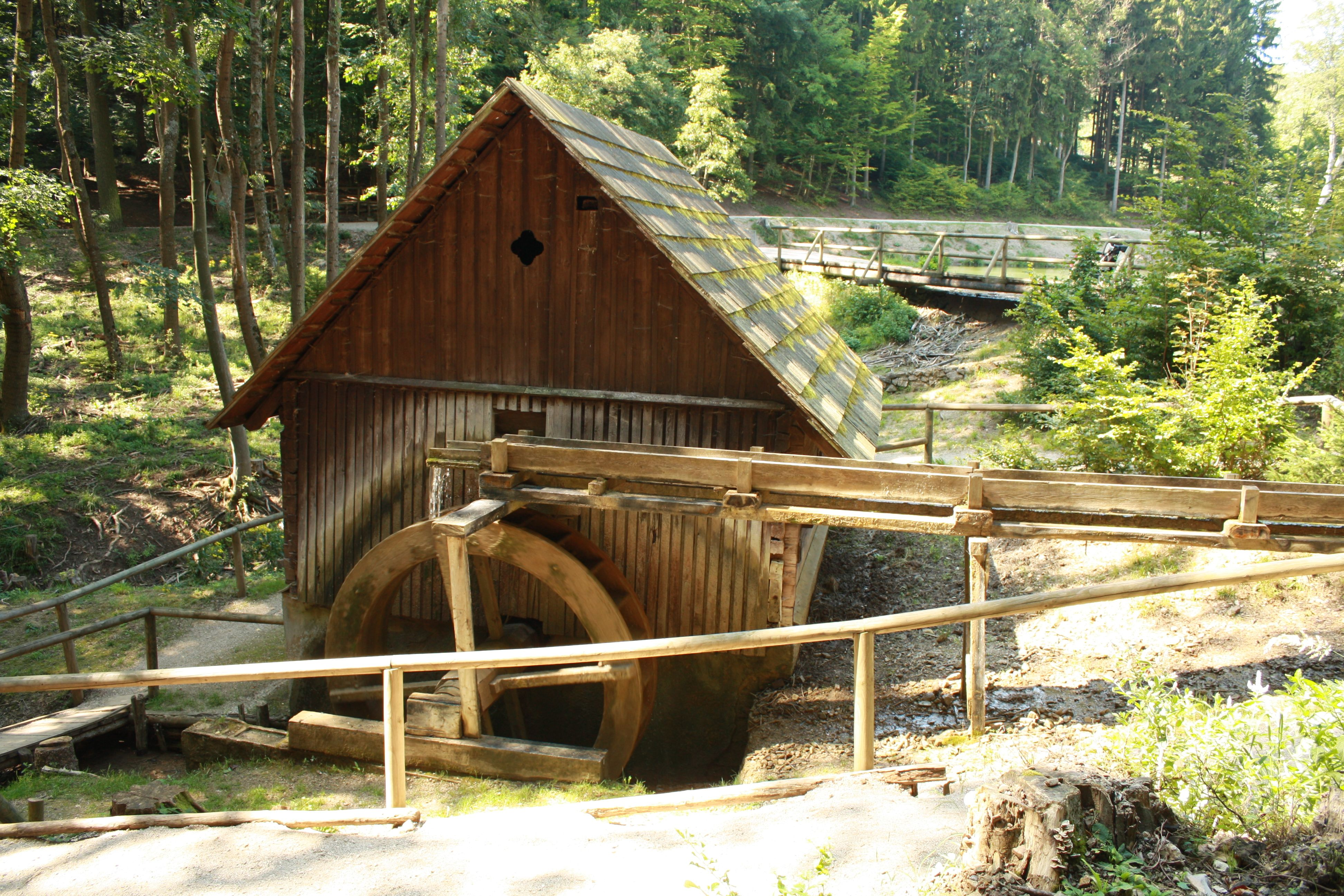
Leopoldův mlýn s vantroky ve Sparbachu z roku 1867

Vantroky (z něm. Wandtrog – „nástěnné koryto“) jsou dřevěná koryta na vodu obvykle přiléhající ke stěně mlýna, která slouží jako přívod vody pro vodní kolo na vrchní vodu vodního mlýna, vodní pily, hamru či jiného zařízení.
Vantroky mlýnů a hamrů byly obvykle vyrobeny (vyráběli je specializovaní tesaři zvaní sekerníci) z dřevěných prken, měly obdélníkový průřez a byly opatřeny stavidly. Přímo navazovaly na mlýnský náhon a vedly vodu ke kolu. Zajišťovaly regulovatelný a usměrněný proud vody pro pohon. Hrály vlastně roli, kterou má rozváděcí kolo moderních vodních turbín. Větší mlýny a hamry měly několik vantroků, někdy i ovládaných mechanicky na dálku. Pro rychlé odstavení se někdy koncový díl zhotovoval otočný kolem svislé osy a pomocí bidla se odklonil mimo kolo.